# Амблем Републике Косово
Амблем Републике Косово је званични хералдички симбол једнострано проглашене и делимично признате Републике Косово. Грб је усвојен 17. фебруара 2008. године, на дан проглашења независности ове територије. Грб је настао према застави Републике Косово коју је дизајнирао Мухамер Ибрахими.

## Опис грба
На плавом, златно уоквиреном, штиту грба у центру се налази златна мапа Космета над којом је шест сребрних петокраких звезда у луку.
Златна и плава боја означују тежњу самопроглашене републике приступању Европској унији, а шест звезда (званично) означава шест највећих косовскометохијских националних заједница.

## Галерија
- Грб СР Србије, те АКМО/САП Косова  (1945—2004)
- Грб Србије, те АП Косово и Метохија  (2004—данас)
- Амблем Привремених институција самоуправе у Приштини (2003—2008)